# Kong Xue
Kong Xue (chinesisch 孔雪, Pinyin Kǒng Xuě; * 26. August 1991 in Jilin, Volksrepublik China) ist eine chinesische Shorttrackerin.
Kong begann im Jahr 2000 in Changchun mit der Sportart Shorttrack. Sie errang bei den Weltmeisterschaften 2012 in Shanghai Gold mit der Staffel, was ihr auch bei den Weltmeisterschaften in Montreal zwei Jahre später gelang. Sie gehörte zum chinesischen Team bei den Olympischen Winterspielen in Sotschi, konnte aber keine Medaille erringen.